# Calle de Sor Ángela de la Cruz
La calle de Sor Ángela de la Cruz es una calle de la ciudad española de Madrid. La vía, que discurre enteramente por el barrio de Castillejos y, por tanto, por el distrito de Tetuán con sentido este-oeste con inicio en la plaza de Cuzco, en el paseo de la Castellana y fin en la calle de Bravo Murillo.

## Descripción e historia
La calle está dada de alta en el registro del Ayuntamiento de Madrid desde el 8 de junio de 1960. En el plano de Facundo Cañada de 1900, puede observarse que el final de la calle, lindando con la calle de Bravo Murillo, lo ocupaban las calles Santa María y San Martín, hoy derruidas.
En 2007 se inauguró un túnel que conecta la calle de Sor Ángela de la Cruz con la calle de Villaamil pasando por debajo de la calle de Marqués de Viana y del parque de Agustín Rodríguez Sahagún. La calle desde el paseo de la Castellana hasta la calle Orense tiene una intensidad media diaria de tráfico de 20 000 vehículos.

## Arquitectura
- Edificio Mapfre
- Edificio Cuzco IV
- Edificio Eurobuilding II